# Sergiusz Luliński
Sergiusz Mariusz Luliński (ur. 23 września 1972 w Turku) – polski chemik, profesor nauk chemicznych, profesor Politechniki Warszawskiej.

## Życiorys
W 1996 ukończył studia na Politechnice Warszawskiej. Doktoryzował się na uczelni macierzystej w 2001 na podstawie rozprawy zatytułowanej: Otrzymanie, struktura i właściwości (metaloksy)diorganoboranów, której promotorem był Janusz Serwatowski. Stopień doktora habilitowanego uzyskał w 2010 na PW w oparciu o pracę pt. Otrzymywanie wybranych fluorowco- icyjanopochodnych arylolitowych i ich zastosowanie w syntezie. Tytuł profesora nauk chemicznych otrzymał 9 lipca 2018.
Zawodowo związany z Politechniką Warszawska, na której doszedł do stanowiska profesora.
Odznaczony Medalem Komisji Edukacji Narodowej (2017).